# O Gran Camiño 2022
La 1.ª edición de la competición ciclista O Gran Camiño fue una carrera de ciclismo en ruta por etapas que se celebró entre el 24 y el 27 de febrero de 2022 en España con inicio en la ciudad de Porriño y final en la ciudad de Sarria, sobre una distancia total de 506,8 km.
La carrera formó parte del UCI Europe Tour 2022, calendario ciclístico de los Circuitos Continentales UCI, dentro de la categoría 2.1 y fue ganada por el español Alejandro Valverde del Movistar. Completaron el podio, como segundo y tercer clasificado respectivamente, el canadiense Michael Woods del Israel-Premier Tech y el ucraniano Mark Padun del EF Education-EasyPost.

## Equipos participantes
Tomaron parte en la carrera 17 equipos: 4 de categoría UCI WorldTeam invitados por la organización, 8 de categoría UCI ProTeam y 5 de categoría Continental. Formaron así un pelotón de 116 ciclistas de los que acabaron 109. Los equipos participantes fueron:
| WorldTeams (4)- Cofidis - EF Education-EasyPost - Israel-Premier Tech - Movistar Team ProTeams (8)- Bardiani-CSF-Faizanè - Burgos-BH - Caja Rural-Seguros RGA - Drone Hopper-Androni Giocattoli - Eolo-Kometa - Equipo Kern Pharma - Euskaltel-Euskadi - Human Powered Health Equipos continentales (5)- Atum General-Tavira-Maria Nova Hotel - Efapel Cycling - Manuela Fundación Continental - Rádio Popular-Paredes-Boavista - W52-FC Porto |
| |

## Recorrido
El O Gran Camiño dispuso de cuatro etapas dividido en una etapa llana, una de media montaña, una de montaña y una contrarreloj individual para un recorrido total de 506,8 kilómetros.
| Etapa     | Fecha     | Recorrido                      | type                    | Distancia (km) | Ganador            | Líder              |
| --------- | --------- | ------------------------------ | ----------------------- | -------------- | ------------------ | ------------------ |
| 1.ª etapa | 24 de feb | Porriño – Vigo                 | etapa llana             | 165            | Magnus Cort        | Magnus Cort        |
| 2.ª etapa | 25 de feb | Bertamiráns – Mirador de Ézaro | etapa escarpada         | 177,6          | Michael Woods      | Michael Woods      |
| 3.ª etapa | 26 de feb | Maceda – Luíntra               | etapa de media montaña  | 148,4          | Alejandro Valverde | Michael Woods      |
| 4.ª etapa | 27 de feb | Sarria – Sarria                | contrarreloj individual | 15,8           | Mark Padun         | Alejandro Valverde |

## Desarrollo de la carrera

### 1.ª etapa
| Porriño - Vigo | etapa llana | (165 km) |

| \| Clasificación de la etapa \| Clasificación de la etapa \| Clasificación de la etapa \| Clasificación de la etapa \| Clasificación de la etapa \| \| Ciclista \| Ciclista \| Equipo \| Tiempo \| \| \| ------------------------- \| ------------------------- \| ------------------------------------ \| ------------------------- \| ------------------------- \| \| 1.º \| Magnus Cort \| EF Education-EasyPost \| 3 h 56 min 59 s \| \| \| 2.º \| Giovanni Lonardi \| Eolo-Kometa \| + 0 s \| \| \| 3.º \| Alejandro Valverde \| Movistar Team \| + 0 s \| \| \| 4.º \| Orluis Aular \| Caja Rural-Seguros RGA \| + 0 s \| \| \| 5.º \| Daniel Freitas \| Rádio Popular-Paredes-Boavista \| + 0 s \| \| \| 6.º \| Gonzalo Serrano Rodríguez \| Movistar Team \| + 0 s \| \| \| 7.º \| Fernando Barceló \| Caja Rural-Seguros RGA \| + 0 s \| \| \| 8.º \| Filippo Fiorelli \| Bardiani CSF Faizanè \| + 0 s \| \| \| 9.º \| Stephen Bassett \| Human Powered Health \| + 0 s \| \| \| 10.º \| Delio Fernández \| Atum General-Tavira-Maria Nova Hotel \| + 0 s \| \| |                           |                                      |                 |
| |                           |                                      |                 |
| Fuente: ProCyclingStats |                           |                                      |                 |
| Clasificación de la etapa |                           |                                      |                 |
| Ciclista | Ciclista                  | Equipo                               | Tiempo          |
| 1.º | Magnus Cort               | EF Education-EasyPost                | 3 h 56 min 59 s |
| 2.º | Giovanni Lonardi          | Eolo-Kometa                          | + 0 s           |
| 3.º | Alejandro Valverde        | Movistar Team                        | + 0 s           |
| 4.º | Orluis Aular              | Caja Rural-Seguros RGA               | + 0 s           |
| 5.º | Daniel Freitas            | Rádio Popular-Paredes-Boavista       | + 0 s           |
| 6.º | Gonzalo Serrano Rodríguez | Movistar Team                        | + 0 s           |
| 7.º | Fernando Barceló          | Caja Rural-Seguros RGA               | + 0 s           |
| 8.º | Filippo Fiorelli          | Bardiani CSF Faizanè                 | + 0 s           |
| 9.º | Stephen Bassett           | Human Powered Health                 | + 0 s           |
| 10.º | Delio Fernández           | Atum General-Tavira-Maria Nova Hotel | + 0 s           |

| \| Clasificación general \| Clasificación general \| Clasificación general \| Clasificación general \| Clasificación general \| \| Ciclista \| Ciclista \| Equipo \| Tiempo \| \| \| --------------------- \| ----------------------- \| ---------------------- \| --------------------- \| --------------------- \| \| 1.º \| Magnus Cort \| EF Education-EasyPost \| 3 h 56 min 49 s \| \| \| 2.º \| Giovanni Lonardi \| Eolo-Kometa \| + 4 s \| \| \| 3.º \| Alejandro Valverde \| Movistar Team \| + 6 s \| \| \| 4.º \| José Gonçalves \| W52-FC Porto \| + 7 s \| \| \| 5.º \| Adrià Moreno \| Burgos-BH \| + 7 s \| \| \| 6.º \| Rubén Fernández Andújar \| Cofidis \| + 8 s \| \| \| 7.º \| Antonio Angulo \| Euskaltel-Euskadi \| + 8 s \| \| \| 8.º \| Jetse Bol \| Burgos-BH \| + 9 s \| \| \| 9.º \| Jon Barrenetxea \| Caja Rural-Seguros RGA \| + 9 s \| \| \| 10.º \| Orluis Aular \| Caja Rural-Seguros RGA \| + 10 s \| \| |                         |                        |                 |
| |                         |                        |                 |
| Fuente: ProCyclingStats |                         |                        |                 |
| Clasificación general |                         |                        |                 |
| Ciclista | Ciclista                | Equipo                 | Tiempo          |
| 1.º | Magnus Cort             | EF Education-EasyPost  | 3 h 56 min 49 s |
| 2.º | Giovanni Lonardi        | Eolo-Kometa            | + 4 s           |
| 3.º | Alejandro Valverde      | Movistar Team          | + 6 s           |
| 4.º | José Gonçalves          | W52-FC Porto           | + 7 s           |
| 5.º | Adrià Moreno            | Burgos-BH              | + 7 s           |
| 6.º | Rubén Fernández Andújar | Cofidis                | + 8 s           |
| 7.º | Antonio Angulo          | Euskaltel-Euskadi      | + 8 s           |
| 8.º | Jetse Bol               | Burgos-BH              | + 9 s           |
| 9.º | Jon Barrenetxea         | Caja Rural-Seguros RGA | + 9 s           |
| 10.º | Orluis Aular            | Caja Rural-Seguros RGA | + 10 s          |

### 2.ª etapa
| Bertamiráns - Mirador de Ézaro | etapa escarpada | (177,6 km) |

| \| Clasificación de la etapa \| Clasificación de la etapa \| Clasificación de la etapa \| Clasificación de la etapa \| Clasificación de la etapa \| \| Ciclista \| Ciclista \| Equipo \| Tiempo \| \| \| ------------------------- \| ------------------------- \| ------------------------------------ \| ------------------------- \| ------------------------- \| \| 1.º \| Michael Woods \| Israel-Premier Tech \| 4 h 35 min 52 s \| \| \| 2.º \| Alejandro Valverde \| Movistar Team \| + 16 s \| \| \| 3.º \| Rubén Fernández Andújar \| Cofidis \| + 37 s \| \| \| 4.º \| Iván Ramiro Sosa \| Movistar Team \| + 37 s \| \| \| 5.º \| Jakob Fuglsang \| Israel-Premier Tech \| + 39 s \| \| \| 6.º \| Alexander Cepeda \| Drone Hopper-Androni Giocattoli \| + 39 s \| \| \| 7.º \| Delio Fernández \| Atum General-Tavira-Maria Nova Hotel \| + 42 s \| \| \| 8.º \| José Fernandes \| W52-FC Porto \| + 45 s \| \| \| 9.º \| Davide Villella \| Cofidis \| + 45 s \| \| \| 10.º \| Eduardo Sepúlveda \| Drone Hopper-Androni Giocattoli \| + 45 s \| \| |                         |                                      |                 |
| |                         |                                      |                 |
| Fuente: ProCyclingStats |                         |                                      |                 |
| Clasificación de la etapa |                         |                                      |                 |
| Ciclista | Ciclista                | Equipo                               | Tiempo          |
| 1.º | Michael Woods           | Israel-Premier Tech                  | 4 h 35 min 52 s |
| 2.º | Alejandro Valverde      | Movistar Team                        | + 16 s          |
| 3.º | Rubén Fernández Andújar | Cofidis                              | + 37 s          |
| 4.º | Iván Ramiro Sosa        | Movistar Team                        | + 37 s          |
| 5.º | Jakob Fuglsang          | Israel-Premier Tech                  | + 39 s          |
| 6.º | Alexander Cepeda        | Drone Hopper-Androni Giocattoli      | + 39 s          |
| 7.º | Delio Fernández         | Atum General-Tavira-Maria Nova Hotel | + 42 s          |
| 8.º | José Fernandes          | W52-FC Porto                         | + 45 s          |
| 9.º | Davide Villella         | Cofidis                              | + 45 s          |
| 10.º | Eduardo Sepúlveda       | Drone Hopper-Androni Giocattoli      | + 45 s          |

| \| Clasificación general \| Clasificación general \| Clasificación general \| Clasificación general \| Clasificación general \| \| Ciclista \| Ciclista \| Equipo \| Tiempo \| \| \| --------------------- \| ----------------------- \| ------------------------------------ \| --------------------- \| --------------------- \| \| 1.º \| Michael Woods \| Israel-Premier Tech \| 8 h 32 min 40 s \| \| \| 2.º \| Alejandro Valverde \| Movistar Team \| + 17 s \| \| \| 3.º \| Rubén Fernández Andújar \| Cofidis \| + 42 s \| \| \| 4.º \| Iván Ramiro Sosa \| Movistar Team \| + 48 s \| \| \| 5.º \| Alexander Cepeda \| Drone Hopper-Androni Giocattoli \| + 50 s \| \| \| 6.º \| Jakob Fuglsang \| Israel-Premier Tech \| + 50 s \| \| \| 7.º \| Delio Fernández \| Atum General-Tavira-Maria Nova Hotel \| + 53 s \| \| \| 8.º \| Roger Adrià \| Equipo Kern Pharma \| + 56 s \| \| \| 9.º \| Filippo Zana \| Bardiani CSF Faizanè \| + 56 s \| \| \| 10.º \| José Fernandes \| W52-FC Porto \| + 56 s \| \| |                         |                                      |                 |
| |                         |                                      |                 |
| Fuente: ProCyclingStats |                         |                                      |                 |
| Clasificación general |                         |                                      |                 |
| Ciclista | Ciclista                | Equipo                               | Tiempo          |
| 1.º | Michael Woods           | Israel-Premier Tech                  | 8 h 32 min 40 s |
| 2.º | Alejandro Valverde      | Movistar Team                        | + 17 s          |
| 3.º | Rubén Fernández Andújar | Cofidis                              | + 42 s          |
| 4.º | Iván Ramiro Sosa        | Movistar Team                        | + 48 s          |
| 5.º | Alexander Cepeda        | Drone Hopper-Androni Giocattoli      | + 50 s          |
| 6.º | Jakob Fuglsang          | Israel-Premier Tech                  | + 50 s          |
| 7.º | Delio Fernández         | Atum General-Tavira-Maria Nova Hotel | + 53 s          |
| 8.º | Roger Adrià             | Equipo Kern Pharma                   | + 56 s          |
| 9.º | Filippo Zana            | Bardiani CSF Faizanè                 | + 56 s          |
| 10.º | José Fernandes          | W52-FC Porto                         | + 56 s          |

### 3.ª etapa
| Maceda - Luíntra | etapa de media montaña | (148,4 km) |

| \| Clasificación de la etapa \| Clasificación de la etapa \| Clasificación de la etapa \| Clasificación de la etapa \| Clasificación de la etapa \| \| Ciclista \| Ciclista \| Equipo \| Tiempo \| \| \| ------------------------- \| ------------------------- \| ------------------------- \| ------------------------- \| ------------------------- \| \| 1.º \| Alejandro Valverde \| Movistar Team \| 3 h 42 min 42 s \| \| \| 2.º \| Michael Woods \| Israel-Premier Tech \| + 0 s \| \| \| 3.º \| Iván Ramiro Sosa \| Movistar Team \| + 0 s \| \| \| 4.º \| Igor Arrieta \| Equipo Kern Pharma \| + 51 s \| \| \| 5.º \| Mark Padun \| EF Education-EasyPost \| + 51 s \| \| \| 6.º \| Ion Izagirre \| Cofidis \| + 51 s \| \| \| 7.º \| Rubén Fernández Andújar \| Cofidis \| + 51 s \| \| \| 8.º \| Filippo Zana \| Bardiani CSF Faizanè \| + 1 min 31 s \| \| \| 9.º \| Urko Berrade \| Equipo Kern Pharma \| + 1 min 31 s \| \| \| 10.º \| Jefferson Cepeda \| Caja Rural-Seguros RGA \| + 1 min 31 s \| \| |                         |                        |                 |
| |                         |                        |                 |
| Fuente: ProCyclingStats |                         |                        |                 |
| Clasificación de la etapa |                         |                        |                 |
| Ciclista | Ciclista                | Equipo                 | Tiempo          |
| 1.º | Alejandro Valverde      | Movistar Team          | 3 h 42 min 42 s |
| 2.º | Michael Woods           | Israel-Premier Tech    | + 0 s           |
| 3.º | Iván Ramiro Sosa        | Movistar Team          | + 0 s           |
| 4.º | Igor Arrieta            | Equipo Kern Pharma     | + 51 s          |
| 5.º | Mark Padun              | EF Education-EasyPost  | + 51 s          |
| 6.º | Ion Izagirre            | Cofidis                | + 51 s          |
| 7.º | Rubén Fernández Andújar | Cofidis                | + 51 s          |
| 8.º | Filippo Zana            | Bardiani CSF Faizanè   | + 1 min 31 s    |
| 9.º | Urko Berrade            | Equipo Kern Pharma     | + 1 min 31 s    |
| 10.º | Jefferson Cepeda        | Caja Rural-Seguros RGA | + 1 min 31 s    |

| \| Clasificación general \| Clasificación general \| Clasificación general \| Clasificación general \| Clasificación general \| \| Ciclista \| Ciclista \| Equipo \| Tiempo \| \| \| --------------------- \| ----------------------- \| ---------------------- \| --------------------- \| --------------------- \| \| 1.º \| Michael Woods \| Israel-Premier Tech \| 12 h 15 min 16 s \| \| \| 2.º \| Alejandro Valverde \| Movistar Team \| + 10 s \| \| \| 3.º \| Iván Ramiro Sosa \| Movistar Team \| + 50 s \| \| \| 4.º \| Rubén Fernández Andújar \| Cofidis \| + 1 min 39 s \| \| \| 5.º \| Igor Arrieta \| Equipo Kern Pharma \| + 2 min 07 s \| \| \| 6.º \| Mark Padun \| EF Education-EasyPost \| + 2 min 09 s \| \| \| 7.º \| Ion Izagirre \| Cofidis \| + 2 min 21 s \| \| \| 8.º \| Filippo Zana \| Bardiani CSF Faizanè \| + 2 min 33 s \| \| \| 9.º \| Jefferson Cepeda \| Caja Rural-Seguros RGA \| + 2 min 33 s \| \| \| 10.º \| Urko Berrade \| Equipo Kern Pharma \| + 2 min 52 s \| \| |                         |                        |                  |
| |                         |                        |                  |
| Fuente: ProCyclingStats |                         |                        |                  |
| Clasificación general |                         |                        |                  |
| Ciclista | Ciclista                | Equipo                 | Tiempo           |
| 1.º | Michael Woods           | Israel-Premier Tech    | 12 h 15 min 16 s |
| 2.º | Alejandro Valverde      | Movistar Team          | + 10 s           |
| 3.º | Iván Ramiro Sosa        | Movistar Team          | + 50 s           |
| 4.º | Rubén Fernández Andújar | Cofidis                | + 1 min 39 s     |
| 5.º | Igor Arrieta            | Equipo Kern Pharma     | + 2 min 07 s     |
| 6.º | Mark Padun              | EF Education-EasyPost  | + 2 min 09 s     |
| 7.º | Ion Izagirre            | Cofidis                | + 2 min 21 s     |
| 8.º | Filippo Zana            | Bardiani CSF Faizanè   | + 2 min 33 s     |
| 9.º | Jefferson Cepeda        | Caja Rural-Seguros RGA | + 2 min 33 s     |
| 10.º | Urko Berrade            | Equipo Kern Pharma     | + 2 min 52 s     |

### 4.ª etapa
| Sarria - Sarria | contrarreloj individual | (15,8 km) |

| \| Clasificación de la etapa \| Clasificación de la etapa \| Clasificación de la etapa \| Clasificación de la etapa \| Clasificación de la etapa \| \| Ciclista \| Ciclista \| Equipo \| Tiempo \| \| \| ------------------------- \| ------------------------- \| ------------------------- \| ------------------------- \| ------------------------- \| \| 1.º \| Mark Padun \| EF Education-EasyPost \| 20 min 19 s \| \| \| 2.º \| Jesús Herrada \| Cofidis \| + 5 s \| \| \| 3.º \| Alejandro Valverde \| Movistar Team \| + 10 s \| \| \| 4.º \| Ion Izagirre \| Cofidis \| + 10 s \| \| \| 5.º \| Derek Gee \| Israel-Premier Tech \| + 11 s \| \| \| 6.º \| José Fernandes \| W52-FC Porto \| + 16 s \| \| \| 7.º \| Nélson Filippe Oliveira \| Movistar Team \| + 17 s \| \| \| 8.º \| Urko Berrade \| Equipo Kern Pharma \| + 22 s \| \| \| 9.º \| Carlos Canal \| Euskaltel-Euskadi \| + 26 s \| \| \| 10.º \| Michael Woods \| Israel-Premier Tech \| + 27 s \| \| |                         |                       |             |
| |                         |                       |             |
| Fuente: ProCyclingStats |                         |                       |             |
| Clasificación de la etapa |                         |                       |             |
| Ciclista | Ciclista                | Equipo                | Tiempo      |
| 1.º | Mark Padun              | EF Education-EasyPost | 20 min 19 s |
| 2.º | Jesús Herrada           | Cofidis               | + 5 s       |
| 3.º | Alejandro Valverde      | Movistar Team         | + 10 s      |
| 4.º | Ion Izagirre            | Cofidis               | + 10 s      |
| 5.º | Derek Gee               | Israel-Premier Tech   | + 11 s      |
| 6.º | José Fernandes          | W52-FC Porto          | + 16 s      |
| 7.º | Nélson Filippe Oliveira | Movistar Team         | + 17 s      |
| 8.º | Urko Berrade            | Equipo Kern Pharma    | + 22 s      |
| 9.º | Carlos Canal            | Euskaltel-Euskadi     | + 26 s      |
| 10.º | Michael Woods           | Israel-Premier Tech   | + 27 s      |

## Clasificaciones finales
- Las clasificaciones finalizaron de la siguiente forma:[4]

### Clasificación general
| \| Clasificación general \| Clasificación general \| Clasificación general \| Clasificación general \| Clasificación general \| \| Ciclista \| Ciclista \| Equipo \| Tiempo \| \| \| --------------------- \| ----------------------- \| --------------------- \| --------------------- \| --------------------- \| \| 1.º \| Alejandro Valverde \| Movistar Team \| 12 h 35 min 55 s \| \| \| 2.º \| Michael Woods \| Israel-Premier Tech \| + 7 s \| \| \| 3.º \| Mark Padun \| EF Education-EasyPost \| + 1 min 49 s \| \| \| 4.º \| Rubén Fernández Andújar \| Cofidis \| + 1 min 55 s \| \| \| 5.º \| Iván Ramiro Sosa \| Movistar Team \| + 1 min 57 s \| \| \| 6.º \| Ion Izagirre \| Cofidis \| + 2 min 11 s \| \| \| 7.º \| Igor Arrieta \| Equipo Kern Pharma \| + 2 min 35 s \| \| \| 8.º \| Urko Berrade \| Equipo Kern Pharma \| + 2 min 54 s \| \| \| 9.º \| Jesús Herrada \| Cofidis \| + 3 min 01 s \| \| \| 10.º \| Jakob Fuglsang \| Israel-Premier Tech \| + 3 min 04 s \| \| |                         |                       |                  |
| |                         |                       |                  |
| Fuente: ProCyclingStats |                         |                       |                  |
| Clasificación general |                         |                       |                  |
| Ciclista | Ciclista                | Equipo                | Tiempo           |
| 1.º | Alejandro Valverde      | Movistar Team         | 12 h 35 min 55 s |
| 2.º | Michael Woods           | Israel-Premier Tech   | + 7 s            |
| 3.º | Mark Padun              | EF Education-EasyPost | + 1 min 49 s     |
| 4.º | Rubén Fernández Andújar | Cofidis               | + 1 min 55 s     |
| 5.º | Iván Ramiro Sosa        | Movistar Team         | + 1 min 57 s     |
| 6.º | Ion Izagirre            | Cofidis               | + 2 min 11 s     |
| 7.º | Igor Arrieta            | Equipo Kern Pharma    | + 2 min 35 s     |
| 8.º | Urko Berrade            | Equipo Kern Pharma    | + 2 min 54 s     |
| 9.º | Jesús Herrada           | Cofidis               | + 3 min 01 s     |
| 10.º | Jakob Fuglsang          | Israel-Premier Tech   | + 3 min 04 s     |

### Clasificación de la montaña
| Clasificación de la montaña | Clasificación de la montaña | Clasificación de la montaña | Clasificación de la montaña | Clasificación de la montaña |
| Ciclista                    | Ciclista                    | Equipo                      | Puntos                      |                             |
| --------------------------- | --------------------------- | --------------------------- | --------------------------- | --------------------------- |
| 1.º                         | Iván Ramiro Sosa            | Movistar Team               | 20 pts                      |                             |
| 2.º                         | Michael Woods               | Israel-Premier Tech         | 13 pts                      |                             |
| 3.º                         | Alejandro Valverde          | Movistar Team               | 13 pts                      |                             |
| 4.º                         | Jon Barrenetxea             | Caja Rural-Seguros RGA      | 8 pts                       |                             |
| 5.º                         | Simon Geschke               | Cofidis                     | 5 pts                       |                             |
| 6.º                         | Gorka Izagirre              | Movistar Team               | 4 pts                       |                             |
| 7.º                         | Antonio Angulo              | Euskaltel-Euskadi           | 4 pts                       |                             |
| 8.º                         | Derek Gee                   | Israel-Premier Tech         | 3 pts                       |                             |
| 9.º                         | Joaquim Silva               | Efapel Cycling              | 3 pts                       |                             |
| 10.º                        | Diego Camargo               | EF Education-EasyPost       | 3 pts                       |                             |

### Clasificación de los puntos
| Clasificación por puntos | Clasificación por puntos | Clasificación por puntos | Clasificación por puntos | Clasificación por puntos |
| Ciclista                 | Ciclista                 | Equipo                   | Puntos                   |                          |
| ------------------------ | ------------------------ | ------------------------ | ------------------------ | ------------------------ |
| 1.º                      | Alejandro Valverde       | Movistar Team            | 119 pts                  |                          |
| 2.º                      | Michael Woods            | Israel-Premier Tech      | 77 pts                   |                          |
| 3.º                      | Antonio Angulo           | Euskaltel-Euskadi        | 77 pts                   |                          |
| 4.º                      | Rubén Fernández Andújar  | Cofidis                  | 56 pts                   |                          |
| 5.º                      | Óscar Cabedo             | Burgos-BH                | 49 pts                   |                          |
| 6.º                      | Mark Padun               | EF Education-EasyPost    | 47 pts                   |                          |
| 7.º                      | Iván Ramiro Sosa         | Movistar Team            | 41 pts                   |                          |
| 8.º                      | Jetse Bol                | Burgos-BH                | 37 pts                   |                          |
| 9.º                      | Ion Izagirre             | Cofidis                  | 34 pts                   |                          |
| 10.º                     | Jesús Herrada            | Cofidis                  | 30 pts                   |                          |

### Clasificación de los jóvenes
| Clasificación del mejor joven | Clasificación del mejor joven | Clasificación del mejor joven | Clasificación del mejor joven | Clasificación del mejor joven |
| Ciclista                      | Ciclista                      | Equipo                        | Tiempo                        |                               |
| ----------------------------- | ----------------------------- | ----------------------------- | ----------------------------- | ----------------------------- |
| 1.º                           | Igor Arrieta                  | Equipo Kern Pharma            | 12 h 38 min 30 s              |                               |
| 2.º                           | Filippo Zana                  | Bardiani CSF Faizanè          | + 51 s                        |                               |
| 3.º                           | Alex Molenaar                 | Burgos-BH                     | + 2 min 46 s                  |                               |
| 4.º                           | Ibon Ruiz                     | Equipo Kern Pharma            | + 9 min 49 s                  |                               |
| 5.º                           | Unai Iribar                   | Euskaltel-Euskadi             | + 10 min 20 s                 |                               |
| 6.º                           | Carlos Canal                  | Euskaltel-Euskadi             | + 12 min 25 s                 |                               |
| 7.º                           | Jon Barrenetxea               | Caja Rural-Seguros RGA        | + 17 min 34 s                 |                               |
| 8.º                           | Erik Fetter                   | Eolo-Kometa                   | + 17 min 34 s                 |                               |
| 9.º                           | Savva Novikov                 | Equipo Kern Pharma            | + 18 min 38 s                 |                               |
| 10.º                          | Alessandro Fancellu           | Eolo-Kometa                   | + 18 min 57 s                 |                               |

### Clasificación por equipos
| Clasificación por equipos | Clasificación por equipos | Clasificación por equipos | Clasificación por equipos |
| Equipo                    | Equipo                    | Tiempo                    |                           |
| ------------------------- | ------------------------- | ------------------------- | ------------------------- |
| 1.º                       | Movistar Team             | 37 h 53 min 08 s          |                           |
| 2.º                       | Cofidis                   | + 1 min 22 s              |                           |
| 3.º                       | Israel-Premier Tech       | + 4 min 31 s              |                           |
| 4.º                       | Equipo Kern Pharma        | + 7 min 33 s              |                           |
| 5.º                       | Caja Rural-Seguros RGA    | + 16 min 11 s             |                           |

## Evolución de las clasificaciones
| Etapa                   | Vencedor                | Clasificación general | Clasificación de la montaña | Clasificación de los puntos | Clasificación de los jóvenes | Clasificación por equipos |
| ----------------------- | ----------------------- | --------------------- | --------------------------- | --------------------------- | ---------------------------- | ------------------------- |
| 1.ª                     | Magnus Cort             | Magnus Cort           | Jon Barrenetxea             | Magnus Cort                 | Jon Barrenetxea              | Movistar                  |
| 2.ª                     | Michael Woods           | Michael Woods         | Jon Barrenetxea             | Antonio Angulo              | Filippo Zana                 | Israel-Premier Tech       |
| 3.ª                     | Alejandro Valverde      | Michael Woods         | Iván Ramiro Sosa            | Alejandro Valverde          | Igor Arrieta                 | Movistar                  |
| 4.ª                     | Mark Padun              | Alejandro Valverde    | Iván Ramiro Sosa            | Alejandro Valverde          | Igor Arrieta                 | Movistar                  |
| Clasificaciones finales | Clasificaciones finales | Alejandro Valverde    | Iván Ramiro Sosa            | Alejandro Valverde          | Igor Arrieta                 | Movistar                  |

## Ciclistas participantes y posiciones finales
Convenciones:
- AB-N: Abandono en la etapa "N"
- FLT-N: Retiro por arribo fuera del límite de tiempo en la etapa "N"
- NTS-N: No tomó la salida para la etapa "N"
- DES-N: Descalificado o expulsado en la etapa "N"

## UCI World Ranking
El O Gran Camiño otorgó puntos para el UCI World Ranking para corredores de los equipos en las categorías UCI WorldTeam, UCI ProTeam y Continental. Las siguientes tablas son el baremo de puntuación y los diez corredores que obtuvieron más puntos:
| Posición              | 1.º | 2.º | 3.º | 4.º | 5.º | 6.º | 7.º | 8.º | 9.º | 10.º | 11.º | 12.º | 13.º-15.º | 16.º-25.º |
| Clasificación general | 125 | 85  | 70  | 60  | 50  | 40  | 35  | 30  | 25  | 20   | 15   | 10   | 5         | 3         |
| Por etapa             | 14  | 5   | 3   |     |     |     |     |     |     |      |      |      |           |           |
| Líder                 | 3   |     |     |     |     |     |     |     |     |      |      |      |           |           |

| Clasificación |                    |                       |         |       |       |       |
| Posición      | Ciclista           | Equipo                | General | Etapa | Líder | Total |
| ------------- | ------------------ | --------------------- | ------- | ----- | ----- | ----- |
| 1.º           | Alejandro Valverde | Movistar              | 125     | 25    | -     | 150   |
| 2.º           | Michael Woods      | Israel-Premier Tech   | 85      | 19    | 6     | 110   |
| 3.º           | Mark Padun         | EF Education-EasyPost | 70      | 14    | -     | 84    |
| 4.º           | Rubén Fernández    | Cofidis               | 60      | 3     | -     | 63    |
| 5.º           | Iván Ramiro Sosa   | Movistar              | 50      | 3     | -     | 53    |
| 6.º           | Ion Izagirre       | Cofidis               | 40      | -     | -     | 40    |
| 7.º           | Igor Arrieta       | Kern Pharma           | 35      | -     | -     | 35    |
| 8.º           | Urko Berrade       | Kern Pharma           | 30      | -     | -     | 30    |
| 9.º           | Jesús Herrada      | Cofidis               | 25      | 5     | -     | 30    |
| 10.º          | Jakob Fuglsang     | Israel-Premier Tech   | 20      | -     | -     | 20    |